# Lijst van voetbalinterlands Nederland - Zweden (mannen)
Deze lijst van voetbalinterlands is een overzicht van alle officiële voetbalwedstrijden tussen de nationale teams van Nederland en Zweden. De landen hebben tot op heden 25 keer tegen elkaar gespeeld. De eerste ontmoeting was op 23 oktober 1908 in Londen (Verenigd Koninkrijk), tijdens de Olympische Spelen. De laatste confrontatie, een kwalificatiewedstrijd voor het Wereldkampioenschap voetbal 2018, was op 10 oktober 2017 in Amsterdam.

## Wedstrijden
| №  | № Int NED | Plaats    | Datum            | Competitie           | Wedstrijd          | Uitslag |
| -- | --------- | --------- | ---------------- | -------------------- | ------------------ | ------- |
| 1  | 13        | Londen    | 23 oktober 1908  | OS 1908              | Nederland − Zweden | 2 − 0   |
| 2  | 14        | Den Haag  | 25 oktober 1908  | Vriendschappelijk    | Nederland − Zweden | 5 − 3   |
| 3  | 30        | Stockholm | 29 juni 1912     | OS 1912              | Zweden − Nederland | 3 − 4   |
| 4  | 43        | Amsterdam | 9 juni 1919      | Vriendschappelijk    | Nederland − Zweden | 3 − 1   |
| 5  | 44        | Stockholm | 24 augustus 1919 | Vriendschappelijk    | Zweden − Nederland | 4 − 1   |
| 6  | 50        | Antwerpen | 29 augustus 1920 | OS 1920              | Nederland − Zweden | 5 − 4   |
| 7  | 72        | Parijs    | 8 juni 1924      | OS 1924              | Nederland − Zweden | 1 − 1   |
| 8  | 73        | Parijs    | 9 juni 1924      | OS 1924              | Nederland − Zweden | 1 − 3   |
| 9  | 90        | Amsterdam | 13 november 1927 | Vriendschappelijk    | Nederland − Zweden | 1 − 0   |
| 10 | 104       | Stockholm | 9 juni 1929      | Vriendschappelijk    | Zweden − Nederland | 6 − 2   |
| 11 | 172       | Amsterdam | 9 juni 1948      | Vriendschappelijk    | Nederland − Zweden | 1 − 0   |
| 12 | 183       | Stockholm | 8 juni 1950      | Vriendschappelijk    | Zweden − Nederland | 4 − 1   |
| 13 | 193       | Amsterdam | 14 mei 1952      | Vriendschappelijk    | Nederland − Zweden | 0 − 0   |
| 14 | 205       | Stockholm | 19 mei 1954      | Vriendschappelijk    | Zweden − Nederland | 6 − 1   |
| 15 | 274       | Rotterdam | 29 april 1964    | Vriendschappelijk    | Nederland − Zweden | 0 − 1   |
| 16 | 336       | Dortmund  | 19 juni 1974     | WK 1974              | Nederland − Zweden | 0 − 0   |
| 17 | 342       | Stockholm | 4 september 1974 | Vriendschappelijk    | Zweden − Nederland | 1 − 5   |
| 18 | 412       | Utrecht   | 27 april 1983    | Vriendschappelijk    | Nederland − Zweden | 0 − 3   |
| 19 | 617       | Faro      | 26 juni 2004     | EK 2004              | Nederland − Zweden | 0 − 0   |
| 20 | 619       | Stockholm | 18 augustus 2004 | Vriendschappelijk    | Zweden − Nederland | 2 − 2   |
| 21 | 676       | Amsterdam | 19 november 2008 | Vriendschappelijk    | Nederland − Zweden | 3 − 1   |
| 22 | 703       | Amsterdam | 12 oktober 2010  | EK 2012 kwalificatie | Nederland − Zweden | 4 − 1   |
| 23 | 713       | Solna     | 11 oktober 2011  | EK 2012 kwalificatie | Zweden − Nederland | 3 − 2   |
| 24 | 773       | Solna     | 6 september 2016 | WK 2018 kwalificatie | Zweden − Nederland | 1 − 1   |
| 25 | 786       | Amsterdam | 10 oktober 2017  | WK 2018 kwalificatie | Nederland − Zweden | 2 − 0   |

## Samenvatting
| Competitie        | Totaal gespeeld | Winst Nederland | Gelijk | Winst Zweden | Doelsaldo Nederland – Zweden |
| ----------------- | --------------- | --------------- | ------ | ------------ | ---------------------------- |
| WK-eindronde      | 1               | 0               | 1      | 0            | 0 − 0                        |
| WK-kwalificatie   | 2               | 1               | 1      | 0            | 3 − 1                        |
| EK-eindronde      | 1               | 0               | 1      | 0            | 0 − 0                        |
| EK-kwalificatie   | 2               | 1               | 0      | 1            | 6 − 4                        |
| Olympische Spelen | 5               | 3               | 1      | 1            | 13 − 11                      |
| Vriendschappelijk | 14              | 6               | 2      | 6            | 25 − 32                      |
| Totaal            | 25              | 11              | 6      | 8            | 47 − 48                      |

Wedstrijden bepaald door strafschoppen worden, in lijn met de FIFA, als een gelijkspel gerekend.

## Details

### Eerste ontmoeting
| OS 1908 (Londen, Verenigd Koninkrijk, 23 oktober 1908):                                                                                        |              | |
| Nederland | 2 – 0        | Zweden |
| Jops Reeman 6' Edu Snethlage 58' | goals        | |
| Edgar Chadwick | bondscoach   | Christian Ludvig Kornerup |
| Reinier Beeuwkes Karel Heijting Lou Otten Ed Sol Bok de Korver Jan Kok Caius Welcker Edu Snethlage Jops Reeman Jan Thomée Frans de Bruijn Kops | opstellingen | Oskar Bengtsson Åke Fjästad Nils Andersson Sven Olsson Hans Lindman Valter Lidén Arvid Fagrell Gustav Bergström Olof Ohlson Karl Gustafsson Karl Ansén |
| | wissels      | |
| - Debuut van Jan Kok (Koninklijke UD) voor Nederland. - Debuut van Valter Lidén en Arvid Fagrell (beiden IFK Göteborg) voor Zweden.            |              | |

### Tweede ontmoeting
| Vriendschappelijk (Den Haag, Nederland, 25 oktober 1908):                               |       |                                                        |
| Nederland                                                                               | 5 – 3 | Zweden                                                 |
| Edu Snethlage 6' Caius Welcker 41' Mannes Francken 49' Edu Snethlage 51' Jan Thomée 73' | goals | 8' Karl Gustafsson 21' Olof Ohlson 28' Karl Gustafsson |

### Derde ontmoeting
| OS 1912 (Stockholm, Zweden, 29 juni 1912):                   |       |                                                        |
| Zweden                                                       | 3 – 4 | Nederland                                              |
| Ivar Swensson 3' Erik Børjesson 62' (pen.) Ivar Swensson 80' | goals | 26' Nico Bouvy 41' Jan Vos 47' Nico Bouvy 101' Jan Vos |

### Vierde ontmoeting
| Vriendschappelijk (Amsterdam, Nederland, 9 juni 1919): |       |                      |
| Nederland                                              | 3 – 1 | Zweden               |
| Theo Brokmann 82' Dé Kessler 83' Wim Gupffert 87'      | goals | 35' Herbert Karlsson |

### Vijfde ontmoeting
| Vriendschappelijk (Stockholm, Zweden, 24 augustus 1919):                       |       |                    |
| Zweden                                                                         | 4 – 1 | Nederland          |
| Herbert Karlsson 6' Olof Svedberg 7' Herbert Karlsson 20' Herbert Karlsson 43' | goals | 31' Wout Buitenweg |

### Zesde ontmoeting
| OS 1920 (Antwerpen, België, 29 augustus 1920):                                                  |       |                                                                          |
| Nederland                                                                                       | 5 – 4 | Zweden                                                                   |
| Ber Groosjohan 11' Jaap Bulder 39' Ber Groosjohan 49' Jaap Bulder 86' (pen.) Jan de Natris 112' | goals | 16' Gustav Sandberg 17' Ejnar Olsson 30' Herbert Karlsson 61' Albin Dahl |

### Zevende ontmoeting
| OS 1924 (Parijs, Frankrijk, 8 juni 1924): |       |                  |
| Nederland                                 | 1 – 1 | Zweden           |
| André le Fevre 77'                        | goals | 42' Per Kaufeldt |

### Achtste ontmoeting
| OS 1924 (Parijs, Frankrijk, 9 juni 1924): |       |                                                     |
| Nederland                                 | 1 – 3 | Zweden                                              |
| Ok Formenoij 44' (pen.)                   | goals | 37' Sven Rydell 39' Evert Lundqvist 75' Sven Rydell |

### Negende ontmoeting
| Vriendschappelijk (Amsterdam, Nederland, 13 november 1927): |       |        |
| Nederland                                                   | 1 – 0 | Zweden |
| Leo Ghering 85'                                             | goals |        |

### Tiende ontmoeting
| Vriendschappelijk (Stockholm, Zweden, 9 juni 1929):                                                   |       |                                   |
| Zweden                                                                                                | 6 – 2 | Nederland                         |
| Albin Dahl 12' Sven Rydell 19' Sven Rydell 73' Cor Kools 74' (e.d.) Sven Rydell 75' Ernst Nilsson 84' | goals | 74' Felix Smeets 80' Felix Smeets |

### Elfde ontmoeting
| Vriendschappelijk (Amsterdam, Nederland, 9 juni 1948): |              | |
| Nederland | 1 – 0        | Zweden |
| Faas Wilkes 11' | goals        | |
| Jesse Carver | bondscoach   | George Raynor |
| Piet Kraak Jeu van Bun Henk Schijvenaar Joop Stoffelen Rinus Terlouw Arie de Vroet Cock van der Tuijn Kees Rijvers André Roosenburg Faas Wilkes Abe Lenstra | opstellingen | Torsten Lindberg Knut Nordahl Erik Nilsson Sune Andersson Oscar Leander Kjell Rosén Nils Carlsson Gunnar Gren Gunnar Nordahl Nils Liedholm 63' Stellan Nilsson |
| | wissels      | 63' Egon Jönsson |

### Twaalfde ontmoeting
| Vriendschappelijk (Stockholm, Zweden, 8 juni 1950): |              | |
| Zweden | 4 – 1        | Nederland |
| Hasse Jeppson 21' Karl-Erik Palmér 28' Stellan Nilsson 81' Hasse Jeppson 88'                                                                                              | goals        | 32' Mick Clavan |
| George Raynor | bondscoach   | Jaap van der Leck |
| Karl-Oskar Svensson Lennart Samuelsson Erik Nilsson Olle Åhlund Sune Andersson Ingvar Gärd Stig Sundqvist Carl-Erik Palmér Hasse Jeppson Lennart Skoglund Stellan Nilsson | opstellingen | Piet Kraak Jan Potharst 60' Piet van der Sluijs Cor van der Hoeven Rinus Terlouw Joop Stoffelen Mick Clavan Kees Rijvers Rinus Michels Abe Lenstra Germ Hofma |
| | wissels      | 60' Cor Huijbregts |
| - Debuut van Lennart Samuelsson, Lennart Skoglund en Ingvar Gärd voor Zweden. - Debuut van Cor Huijbregts, Rinus Michels en Germ Hofma voor Nederland.                    |              | |

### Dertiende ontmoeting
| Vriendschappelijk (Amsterdam, Nederland, 14 mei 1952): |              | |
| Nederland | 0 – 0        | Zweden |
| | goals        | |
| Jaap van der Leck | bondscoach   | George Raynor |
| Piet Kraak Joop Odenthal Sjaak Alberts Bram Wiertz Louis Biesbrouck Rinus Terlouw 64' Abe Lenstra Noud van Melis Rinus Bennaars Mick Clavan Piet van der Kuil     | opstellingen | Karl-Oskar Svensson Lennart Samuelsson Karl-Erik Andersson Holger Hansson Erik Nilsson Gustaf Lindh Lars Råberg Karl Löfgren Sven-Erik Westerberg Yngve Brodd Gösta Sandberg |
| Wim Hendriks 64' | wissels      | |
| - Debuut van Wim Hendriks (Vitesse) voor Nederland. - Debuut van Yngve Brodd (Örebro SK), Lars Råberg (IF Elfsborg) en Holger Hansson (IFK Göteborg) voor Zweden. |              | |

### Veertiende ontmoeting
| Vriendschappelijk (Stockholm, Zweden, 19 mei 1954):                                                                          |       |                 |
| Zweden | 6 – 1 | Nederland       |
| Henry Thillberg 9' Nils-Åke Sandell 31' Sven-Ove Svensson 55' Nils-Åke Sandell 56' Sven-Ove Svensson 58' Henry Thillberg 63' | goals | 22' Frits Louer |

### Vijftiende ontmoeting
| Vriendschappelijk (Rotterdam, Nederland, 29 april 1964): |       |                   |
| Nederland                                                | 0 – 1 | Zweden            |
|                                                          | goals | 3' Agne Simonsson |

### Zestiende ontmoeting
| WK 1974 (Dortmund, West-Duitsland, 19 juni 1974): |       |        |
| Nederland                                         | 0 – 0 | Zweden |
|                                                   | goals |        |

### Zeventiende ontmoeting
| Vriendschappelijk (Stockholm, Zweden, 4 september 1974): |              | |
| Zweden | 1 – 5        | Nederland |
| Bo Larsson 54' (pen.) | goals        | 10' Johan Cruijff 33' Arie Haan 46' (pen.) Johan Neeskens 75' Johan Neeskens 83' Rob Rensenbrink                                                                |
| Georg Ericson | bondscoach   | Georg Knobel |
| Ronnie Hellström Roland Andersson 46' Kent Karlsson Claes Cronqvist Björn Andersson Bo Larsson Ove Grahn Staffan Tapper 46' Benno Magnusson 63' Roland Sandberg Thomas Ahlström | opstellingen | Jan Jongbloed Wim Suurbier Dick Schneider Theo de Jong 78' Ruud Krol Jan Peters Johan Neeskens 58' Wim van Hanegem 20' Johnny Rep Johan Cruijff Rob Rensenbrink |
| Jan Olsson 46' Anders Ljungberg 46' Jan Sjöström 63' | wissels      | 20' Peter Ressel 58' René Notten 78' Arie Haan |
| | gele kaarten | ??' Ruud Krol |
| - Debuut van Jan Peters (NEC) en Peter Ressel (Feyenoord) voor Nederland. - Eerste duel van Oranje onder leiding van bondscoach Georg Knobel.                                   |              | |

### Achttiende ontmoeting
| Vriendschappelijk (Utrecht, Nederland, 27 april 1983): |              | |
| Nederland | 0 – 3        | Zweden |
| | goals        | 12' Dan Corneliusson 29' (pen.) Robert Prytz 68' Dan Corneliusson |
| Kees Rijvers | bondscoach   | Lars Arnesson |
| Hans van Breukelen Ben Wijnstekers 46' Ronald Spelbos Peter Boeve Wim Hofkens Frank Rijkaard Erwin Koeman René van der Gijp Ronald Koeman Cees van Kooten 46' Pierre Vermeulen | opstellingen | Thomas Ravelli Ingemar Erlandsson Glenn Hysén Sven Dahlkvist Stig Fredriksson Ulf Eriksson Robert Prytz Glenn Strömberg 46' Håkan Sandberg Dan Corneliusson Tommy Holmgren |
| Dick Schoenaker 46' Edo Ophof 46' | wissels      | 46' Sten-Ove Ramberg |
| | gele kaarten | |
| - Debuut van Wim Hofkens (RSC Anderlecht), Erwin Koeman en Ronald Koeman (beiden FC Groningen) voor Nederland.                                                                 |              | |

### Negentiende ontmoeting
| EK 2004 (Faro-Loulé, Portugal, 26 juni 2004): |                     | |
| Zweden | 0 – 0               | Nederland |
| | goals               | |
| Kim Källström Henrik Larsson Zlatan Ibrahimović Fredrik Ljungberg Christian Wilhelmsson Olof Mellberg                                                                                         | strafschoppen 4 – 5 | Ruud van Nistelrooij John Heitinga Michael Reiziger Phillip Cocu Roy Makaay Arjen Robben |
| Lars Lagerbäck en Tommy Söderberg | bondscoach          | Dick Advocaat |
| Andreas Isaksson Alexander Östlund Olof Mellberg Andreas Jakobsson Mikael Nilsson Tobias Linderoth Mattias Jonson 64' Anders Svensson 81' Fredrik Ljungberg Zlatan Ibrahimović Henrik Larsson | opstellingen        | Edwin van der Sar Michael Reiziger 35' Frank de Boer Jaap Stam Giovanni van Bronckhorst Clarence Seedorf 61' Edgar Davids Phillip Cocu 87' Andy van der Meyde Arjen Robben Ruud van Nistelrooij |
| Christian Wilhelmsson 64' Kim Källström 81' | wissels             | 35' Wilfred Bouma 61' John Heitinga 87' Roy Makaay |
| Zlatan Ibrahimović 58' Alexander Östlund 88' | gele kaarten        | 30' Frank de Boer 48' Andy van der Meyde 116' Roy Makaay |

### Twintigste ontmoeting
| Vriendschappelijk (Stockholm, Zweden, 18 augustus 2004): |              | |
| Zweden | 2 – 2        | Nederland |
| Mattias Jonson 4' Zlatan Ibrahimović 69' | goals        | 17' Wesley Sneijder 43' Mark van Bommel |
| Lars Lagerbäck | bondscoach   | Marco van Basten |
| Andreas Isaksson Teddy Lučić Olof Mellberg 46' Petter Hansson Erik Edman 71' Tobias Linderoth Mikael Nilsson 61' Fredrik Ljungberg 46' Christian Wilhelmsson Mattias Jonson 61' Zlatan Ibrahimović                      | opstellingen | Edwin van der Sar 70' Nigel de Jong John Heitinga Kevin Hofland Giovanni van Bronckhorst Edgar Davids 76' Romeo Castelen Mark van Bommel Roy Makaay 7' Rafael van der Vaart Dave van den Bergh |
| Alexander Östlund 46' Anders Svensson 46' Marcus Allbäck 61' Niclas Alexandersson 61' Mikael Dorsin 71' | wissels      | 7' Wesley Sneijder 70' Jan Kromkamp 76' Collins John |
| - Eerste interland van Nederland onder leiding van bondscoach Marco van Basten. - Debuut van Romeo Castelen (Feyenoord), Collins John (Fulham FC), Dave van den Bergh (FC Utrecht) en Jan Kromkamp (AZ) voor Nederland. |              | |

### 21ste ontmoeting
| Vriendschappelijk (Amsterdam, Nederland, 19 november 2008): |              | |
| Nederland | 3 – 1        | Zweden |
| Robin van Persie 32' Robin van Persie 48' Dirk Kuijt 90' | goals        | 49' Kim Källström |
| Bert van Marwijk | bondscoach   | Lars Lagerbäck |
| Henk Timmer 46' John Heitinga 78' André Ooijer Joris Mathijsen Giovanni van Bronckhorst 46' Robin van Persie Mark van Bommel Wesley Sneijder 74' Demy de Zeeuw 46' Ryan Babel 64' Dirk Kuijt | opstellingen | Andreas Isaksson Mikael Nilsson Daniel Majstorović 82' Petter Hansson 46' Behrang Safari 46' Christian Wilhelmsson 46' Daniel Andersson Rasmus Lindgren 77' Samuel Holmén Marcus Berg 46' Henrik Larsson |
| Michel Vorm 46' Tim de Cler 46' Rafael van der Vaart 46' Ibrahim Afellay 64' Orlando Engelaar 74' David Mendes da Silva 78'                                                                  | wissels      | 46' Fredrik Stoor 46' Sebastian Larsson 46' Kim Källström 46' Markus Rosenberg 77' Viktor Elm 82' Andreas Granqvist                                                                                      |
| | gele kaarten | 36' Daniel Andersson |
| - Debuut van Michel Vorm (FC Utrecht) voor Nederland. - Debuut van Rasmus Lindgren (Ajax) voor Zweden.                                                                                       |              | |

### 22ste ontmoeting
| EK 2012 kwalificatie (Amsterdam, Nederland, 12 oktober 2010): |              | |
| Nederland | 4 – 1        | Zweden |
| Klaas-Jan Huntelaar 4' Ibrahim Afellay 36' Klaas-Jan Huntelaar 55' Ibrahim Afellay 59' | goals        | 69' Andreas Granqvist |
| Bert van Marwijk | bondscoach   | Erik Hamrén |
| Maarten Stekelenburg Gregory van der Wiel John Heitinga Joris Mathijsen Erik Pieters Dirk Kuijt 29' Mark van Bommel 72' Wesley Sneijder Rafael van der Vaart Ibrahim Afellay Klaas-Jan Huntelaar 84' | opstellingen | Andreas Isaksson Mikael Lustig Andreas Granqvist Daniel Majstorović 46' Behrang Safari 54' Pontus Wernbloom Anders Svensson Sebastian Larsson 79' Ola Toivonen Johan Elmander Zlatan Ibrahimović |
| Jeremain Lens 29' Wout Brama 72' Ruud van Nistelrooy 84' | wissels      | 46' Oscar Wendt 54' Kim Källström 79' Marcus Berg |
| | gele kaarten | 49' Sebastian Larsson 66' Ola Toivonen |

### 23ste ontmoeting
| EK 2012 kwalificatie (Stockholm, Zweden, 7 oktober 2011): |              | |
| Zweden | 3 – 2        | Nederland |
| Kim Källström 14' Sebastian Larsson 52' (pen.) Ola Toivonen 53' | goals        | 23' Klaas-Jan Huntelaar 50' Dirk Kuijt |
| Erik Hamrén | bondscoach   | Bert van Marwijk |
| Andreas Isaksson Mikael Lustig Olof Mellberg Daniel Majstorović Martin Olsson Sebastian Larsson Anders Svensson Kim Källström Johan Elmander Ola Toivonen 74' Rasmus Elm | opstellingen | Michel Vorm Gregory van der Wiel Jeffrey Bruma Joris Mathijsen Erik Pieters Mark van Bommel Robin van Persie 81' Kevin Strootman Klaas-Jan Huntelaar Rafael van der Vaart 73' Dirk Kuijt |
| Pontus Wernbloom 74' | wissels      | 73' Eljero Elia 81' Luuk de Jong |
| | gele kaarten | 90+3' Rafael van der Vaart |

### 24ste ontmoeting
| WK 2018 kwalificatie (Solna, Zweden, 6 september 2016): |              | |
| Zweden | 1 – 1        | Nederland |
| Marcus Berg 43' | goals        | 67' Wesley Sneijder |
| Janne Andersson | bondscoach   | Danny Blind |
| Robin Olsen Oscar Wendt Andreas Granqvist Mikael Lustig Victor Lindelöf Oscar Hiljemark Marcus Rohdén 76' Alexander Fransson Marcus Berg 89' Emil Forsberg John Guidetti 64' | opstellingen | Jeroen Zoet Daley Blind Virgil van Dijk Jeffrey Bruma Daryl Janmaat 66' Georginio Wijnaldum Kevin Strootman Davy Klaassen Wesley Sneijder Vincent Janssen 78' Quincy Promes |
| Christoffer Nyman 64' Emir Kujović 76' Jimmy Durmaz 89' | wissels      | 66' Bas Dost 78' Steven Berghuis |
| Mikael Lustig 34' Christoffer Nyman 90+2' | gele kaarten | 24' Kevin Strootman 50' Virgil van Dijk |
| - Eerste duel van Zweden onder leiding van bondscoach Janne Andersson. - Kopdoelpunt van invaller Bas Dost in de slotfase afgekeurd.                                         |              | |

### 25ste ontmoeting
| WK 2018 kwalificatie (Amsterdam, Nederland, 10 oktober 2017): |       |        |
| Nederland | 2 – 0 | Zweden |
| Arjen Robben 16' (pen.) Arjen Robben 40' | goals |        |
| - 96ste en laatste interland van aanvoerder Arjen Robben. - Nederland had duel met minimaal zeven goals verschil moeten winnen om naaste concurrent te passeren in de eindstand van Groep A om zodoende alsnog in aanmerking te komen voor deelname aan de play-offs. |       |        |

KNVB ·
A-internationals ·
Bondscoaches (m) ·
Topscorers ·
Nederlands vrouwenelftal ·
Bondscoaches (v) ·
Nederland B ·
Olympisch elftal ·
Jong Oranje ·
Nederland –20 ·
Nederland –19 ·
Nederland –18 ·
Nederland –17 ·
Nederland –16 ·
Nederland –15 ·
Nederlands amateurelftal ·
Nederlands zaterdagelftal ·
Jong OranjeLeeuwinnen ·
Vrouwen –20 ·
Vrouwen –19 ·
Vrouwen –18 ·
Vrouwen –17 ·
Vrouwen –16 ·
Vrouwen –15 ·
Militair mannenelftal ·
Militair vrouwenelftal ·
Strandteam ·
Vrouwen Strandteam ·
Futsalteam ·
Vrouwen Futsalteam

EK-wedstrijden ·
WK-wedstrijden ·
Resultaten kwalificaties en eindronden ·
Nederland B-wedstrijden ·
Officieuze wedstrijden ·
EK-wedstrijden vrouwen ·
WK-wedstrijden vrouwen ·
Resultaten vrouwen kwalificaties en eindronden
1905 – 1919 ·
1920 – 1929 ·
1930 – 1939 ·
1940 – 1949 ·
1950 – 1959 ·
1960 – 1969 ·
1970 – 1979 ·
1980 – 1989 ·
1990 – 1999 ·
2000 – 2009 ·
2010 – 2019 ·
2020 – 2029
2015 ·
2016 ·
2017 ·
2018 ·
2019 ·
2020 ·
2021 · 
2022
EK's: 1976 · 
1980 · 
1988 · 
1992 · 
1996 · 
2000 · 
2004 · 
2008 · 
2012 · 
2020 · 
2024
WK's: 1934 · 
1938 · 
1974 · 
1978 · 
1990 · 
1994 · 
1998 · 
2006 · 
2010 · 
2014 · 
2022
OS: 1908 ·
1912 ·
1920 ·
1924 ·
1928 ·
1948 ·
1952 ·
2008
Albanië ·
Andorra ·
Argentinië ·
Armenië ·
Australië ·
België ·
Bosnië en Herzegovina ·
Brazilië ·
Bulgarije ·
Canada ·
Chili ·
China ·
Colombia ·
Costa Rica ·
Curaçao ·
Cyprus ·
DDR ·
Denemarken ·
Duitsland ·
Ecuador ·
Egypte ·
Engeland ·
Estland ·
Faeröer ·
Finland ·
Frankrijk ·
GOS · 
Georgië ·
Ghana ·
Gibraltar ·
Griekenland ·
Hongarije ·
Ierland ·
IJsland ·
Indonesië ·
Iran ·
Israël ·
Italië ·
Ivoorkust ·
Japan ·
Joegoslavië ·
Kameroen ·
Kazachstan ·
Kroatië ·
Letland ·
Liechtenstein ·
Luxemburg ·
Malta ·
Marokko ·
Mexico ·
Moldavië ·
Montenegro ·
Nederlandse Antillen ·
Nigeria ·
Noord-Ierland ·
Noord-Macedonië ·
Noorwegen ·
Oekraïne ·
Oostenrijk ·
Paraguay ·
Peru ·
Polen ·
Portugal ·
Qatar ·
Roemenië ·
Rusland ·
Saarland ·
San Marino ·
Saoedi-Arabië ·
Schotland ·
Senegal ·
Servië en Montenegro ·
Slovenië ·
Slowakije ·
Sovjet-Unie ·
Spanje ·
Suriname ·
Thailand ·
Tsjechië ·
Tsjecho-Slowakije ·
Tunesië ·
Turkije ·
Uruguay ·
Verenigd Koninkrijk ·
Verenigde Staten ·
Wales ·
Wit-Rusland ·
Zuid-Afrika ·
Zuid-Korea ·
Zweden ·
Zwitserland
Argentinië (1978) ·
Argentinië (2006) ·
Argentinië (2014) ·
Argentinië (2022) ·
Australië (2014) ·
Brazilië (2014) ·
Chili (2014) · 
Costa Rica (2014) ·
Denemarken (2010) ·
Denemarken (2012) ·
Duitsland (2012) · 
Ecuador (2022) · 
Frankrijk (2008) ·
Italië (2008) ·
Ivoorkust (2006) ·
Japan (2010) ·
Kameroen (2010) ·
Mexico (2014) · 
Noord-Macedonië (2021) · 
Oekraïne (2021) · 
Oostenrijk (2021) · 
Portugal (2006) ·
Portugal (2012) ·
Portugal (2019) ·
Qatar (2022) ·
Roemenië (2008) ·
Rusland (2008) ·
San Marino (2011) ·
Senegal (2022) ·
Servië en Montenegro (2006) ·
Sovjet-Unie (1988) ·
Spanje (2010) ·
Spanje (2014) ·
Tsjechië (2021) · 
Uruguay (2010) ·
Verenigde Staten (2022) · 
West-Duitsland (1974)
SvFF · A-internationals · Selecties · Bondscoaches · Zweeds vrouwenelftal · Olympisch elftal · Zweden U21 · Zweden U20 · Zweden U19 · Zweden U18 · Zweden U17 · Zweden U16 · Vrouwen U17
1908 – 1919 ·
1920 – 1929 ·
1930 – 1939 ·
1940 – 1949 ·
1950 – 1959 ·
1960 – 1969 ·
1970 – 1979 ·
1980 – 1989 ·
1990 – 1999 ·
2000 – 2009 ·
2010 – 2019 ·
2020 − 2029
EK 1960 · 
EK 1964 · 
EK 1968 · 
EK 1972 · 
EK 1976 · 
EK 1980 · 
EK 1984 · 
EK 1988 · 
EK 1992 ·
EK 1996 · 
EK 2000 ·
EK 2004 ·
EK 2008 ·
EK 2012 · 
EK 2016 · 
EK 2020
WK 1930 · 
WK 1934 ·
WK 1938 ·
WK 1950 ·
WK 1954 · 
WK 1958 ·
WK 1962 · 
WK 1966 · 
WK 1970 ·
WK 1974 ·
WK 1978 ·
WK 1982 · 
WK 1986 · 
WK 1990 ·
WK 1994 ·
WK 1998 · 
WK 2002 ·
WK 2006 ·
WK 2010 · 
WK 2014 · 
WK 2018
OS 1908 · 
OS 1912 · 
OS 1920 · 
OS 1924 · 
OS 1928 · 
OS 1932 · 
OS 1936 · 
OS 1948 · 
OS 1952 · 
OS 1956 · 
OS 1964 · 
OS 1968 · 
OS 1972 · 
OS 1976 · 
OS 1980 · 
OS 1984 · 
OS 1988 · 
OS 1992 · 
OS 1996 · 
OS 2000 · 
OS 2004 · 
OS 2008 · 
OS 2012 · 
OS 2016
1908 · 
1909 · 
1910 · 
1911 · 
1912 · 
1913 · 
1914 · 
1915 · 
1916 · 
1917 · 
1918 · 
1919 · 
1920 · 
1921 · 
1922 · 
1923 · 
1924 · 
1925 · 
1926 · 
1927 · 
1928 · 
1929 · 
1930 · 
1931 · 
1932 · 
1933 · 
1934 · 
1935 · 
1936 · 
1937 · 
1938 · 
1939 · 
1940 ·
1941 ·
1942 ·
1943 ·
1944  ·
1945 · 
1946 · 
1947 · 
1948 · 
1949 · 
1950 · 
1952 · 
1952 · 
1953 · 
1954 · 
1955 · 
1956 · 
1957 · 
1958 · 
1959 ·
1960 · 
1961 · 
1962 · 
1963 · 
1964 · 
1965 · 
1966 · 
1967 · 
1968 · 
1969 ·
1970 · 
1971 · 
1972 · 
1973 · 
1974 · 
1975 · 
1976 · 
1977 · 
1978 · 
1979 ·
1980 · 
1981 · 
1982 · 
1983 · 
1984 · 
1985 · 
1986 · 
1987 · 
1988 · 
1989 · 
1990 · 
1991 · 
1992 · 
1993 · 
1994 · 
1995 · 
1996 · 
1997 · 
1998 · 
1999 · 
2000 · 
2001 · 
2002 · 
2003 · 
2004 · 
2005 · 
2006 · 
2007 · 
2008 · 
2009 · 
2010 · 
2011 · 
2012 · 
2013 · 
2014 · 
2015 · 
2016 · 
2017 · 
2018 ·
2019 ·
2020 ·
2021
Albanië ·
Algerije ·
Argentinië ·
Armenië ·
Australië ·
Azerbeidzjan ·
Bahrein ·
Barbados ·
België ·
Bosnië en Herzegovina ·
Botswana ·
Brazilië ·
Bulgarije ·
Chili ·
China ·
Colombia ·
Costa Rica ·
Cuba ·
Cyprus ·
DDR ·
Denemarken ·
Duitsland ·
Ecuador ·
Egypte ·
Engeland ·
Estland ·
Faeröer ·
Finland ·
Frankrijk ·
Georgië ·
Griekenland ·
Hongarije ·
Ierland ·
IJsland ·
Iran ·
Israël ·
Italië ·
Ivoorkust ·
Jamaica ·
Japan ·
Joegoslavië ·
Jordanië ·
Kameroen ·
Kazachstan ·
Kosovo ·
Kroatië ·
Letland ·
Liechtenstein ·
Litouwen ·
Luxemburg ·
Maleisië ·
Malta ·
Mexico ·
Moldavië ·
Montenegro ·
Nederland ·
Nieuw-Zeeland ·
Nigeria ·
Noord-Ierland ·
Noord-Korea ·
Noord-Macedonië ·
Noorwegen ·
Oekraïne ·
Oezbekistan ·
Oman ·
Oostenrijk ·
Paraguay ·
Peru ·
Polen ·
Portugal ·
Qatar ·
Roemenië ·
Rusland ·
San Marino ·
Saoedi-Arabië ·
Schotland ·
Senegal ·
Servië ·
Singapore ·
Slovenië ·
Slowakije ·
Sovjet-Unie ·
Spanje ·
Syrië ·
Thailand ·
Trinidad en Tobago ·
Tsjechië ·
Tsjecho-Slowakije ·
Tunesië ·
Turkije ·
Uruguay ·
Venezuela ·
Verenigde Arabische Emiraten ·
Verenigde Staten ·
Verenigd Koninkrijk ·
Wales ·
Wit-Rusland ·
Zuid-Afrika ·
Zuid-Korea ·
Zwitserland
Brazilië (1958) ·
Duitsland (2006) ·
Duitsland (2018) ·
Engeland (2006) ·
Engeland (2012) ·
Engeland (2018) ·
Frankrijk (2012) ·
Griekenland (2008) ·
Ierland (2016) ·
Italië (2016) ·
Mexico (2018) ·
Oekraïne (2012) ·
Oekraïne (2021) ·
Paraguay (2006) ·
Polen (2021) ·
Rusland (2008) ·
Slowakije (2021) ·
Spanje (2008) ·
Spanje (2021) ·
Trinidad en Tobago (2006) ·
Zuid-Korea (2018) ·
Zwitserland (2018)